# Révolte normande de 996
La révolte normande de 996 est un soulèvement paysan qui se produisit sous le principat de Richard II de Normandie.

## Déroulement
Guillaume de Jumièges raconte :

« tandis qu'il [le duc Richard II] était ainsi infiniment riche de tant de bonnes qualités, au commencement de son jeune âge, il s'éleva dans l'intérieur du duché de Normandie un certain germe empoisonné de troubles civils. Dans les divers comtés du pays de Normandie, les paysans formèrent d'un commun accord un grand nombre d'assemblées séditieuses dans lesquelles ils résolurent de vivre selon leur fantaisie, et de se gouverner d'après leurs propres lois, tant dans les profondeurs des forêts que dans le voisinage des eaux, sans se laisser arrêter par aucun droit antérieurement établi. Et afin que ces conventions fussent mieux ratifiées, chacune des assemblées de ce peuple en fureur élut deux députés, qui durent porter ses résolutions pour les faire confirmer dans une assemblée tenue au milieu des terres. Dès que le duc en fut informé, il envoya sur le champ le comte Raoul avec un grand nombre de chevaliers, afin de réprimer la férocité des campagnes, et de dissoudre cette assemblée de paysans. Raoul exécutant ses ordres sans retard, se saisit aussitôt de tous les députés et de quelques autres hommes, et leur faisant couper les pieds et les mains, il les renvoya aux leurs, ainsi mis hors de service, afin que la vue de ce qui était arrivé aux uns détournât les autres de pareilles entreprises, et rendant ceux-ci plus prudents les garantît de plus grands maux. Ayant vu ces choses, les paysans abandonnèrent leurs assemblées et retrouvèrent leurs charrues. »

Wace reprend l'événement (qu'il place en 997) dans son Roman de Rou écrit vers 1160-1170. Son récit se démarque de Guillaume de Jumièges dans le sens où il ne diabolise pas les révoltés. Au contraire, il développe les multiples motifs de mécontentement et considère la révolte comme un mouvement de défense contre l'oppression seigneuriale.

## Interprétations
L'historien François Neveux souligne l'importance de l'événement : « cette révolte est unique : il n'y en a pas eu d'autres avant le XIVe siècle. Il faut d'ailleurs remarquer que les soulèvements de population contre l'autorité ducale sont très rares en Normandie du Xe au XIIe siècle  ».
Mais s'agit-il vraiment d'une révolte contre le duc ? Certes, Guillaume de Jumièges écrit que le duc Richard II envoya son oncle le comte Raoul d'Ivry mater les rebelles. Mais par ailleurs on sait que les ducs normands se sont toujours montrés les défenseurs de la paysannerie.
Grâce à une nouvelle source, l'historien Mathieu Arnoux fournit une autre interprétation : la rébellion était plutôt dirigée contre l'aristocratie. Les paysans ont réagi aux abus de l'exploitation seigneuriale, notamment sur la jouissance des eaux et des forêts. Les nobles auraient fait appel au comte Raoul, véritable maître de la Normandie à cette époque, pour étouffer la rébellion. La révolte interviendrait donc dans un contexte de féodalisation de la société rurale. Une féodalisation refusée par les paysans.
Lucien Musset proposait de mettre en relation le soulèvement paysan de 996 avec la disparition du servage en Normandie. En effet, on constate l'absence des serfs dans les documents ducaux, contrairement au reste du royaume. D'où cette hypothèse résumée par François Neveux : le soulèvement « s'est sans doute conclu, après la dure répression initiale (visant uniquement les paysans) par un compromis entre les groupes antagonistes. Les paysans ont peut-être reçu leur liberté personnelle et certainement la garantie de la paix ducale. En revanche, ils ont dû accepter les nouvelles contraintes imposées par les seigneurs : elles furent légères en ce qui concerne l'usage de la forêt, mais bien plus lourdes en ce qui concerne les cours d'eau. Désormais, moulins, pêcheries et salines seraient placés sous le contrôle exclusif des seigneurs ».
Enfin, il a été suggéré que la révolte de 996 s'inscrit dans le cadre d'une crise de succession après la mort de Richard Ier. Son successeur Richard II étant trop jeune pour régner, plusieurs barons se seraient révoltés. Le récit de Guillaume de Jumièges pourrait en partie confirmer cette hypothèse puisque l'historiographe raconte qu'au début du règne de Richard II le comte d'Hiémois Guillaume défia le nouveau duc. Le rôle de Raoul d'Ivry est discuté : a-t-il été envoyé pour châtier les barons rebelles ? Ou était-il le chef des insurgés ? À l'appui de cette dernière hypothèse, on remarquera le silence de Dudon de Saint-Quentin, protégé de Raoul, sur son action.
En somme, la révolte de 996 pourrait être une double révolte : celle des paysans contre les seigneurs, et celle de seigneurs contre le duc.

### Sources
- Guillaume de Jumièges, « Gesta Normannorum Ducum », éd. Guizot, 1826, livre V, p.111-112
- Wace, Roman de Rou